# Anders Sjöberg (slavist)
Sven Anders Sjöberg, född den 31 maj 1926 i Ovansjö församling, Gävleborgs län, död den 30 augusti 1990 i Täby församling, Stockholms län, var en svensk slavist.
Sjöberg började 1947 studera vid Uppsala universitet, men blev vid Stockholms högskola 1949 filosofie kandidat, 1955 filosofie licentiat, 1958 biträdande lärare i slaviska språk, 1960 extra universitetslektor i ryska, 1964 filosofie doktor, samma år docent i slaviska språk och 1967 professor i slaviska språk. Han var 1969–1972 dekanus i språkvetenskapliga sektionen.
Hans karriär som språkvetare sammanföll i tiden med avstaliniseringen och tövädersepoken i sovjetisk politik. Intresset för ryska språket ökade starkt och när institutionen byggdes ut visade han sig vara en duglig administratör. Anders Sjöberg är begravd på Täby norra begravningsplats.